# 김동주 (1944년)
김동주(金東周, 1944년 5월 20일 ~ )는 대한민국의 정치인이다.

## 학력
- 1957년 기장국민학교 졸업
- 1960년 양산중학교 졸업
- 1963년 경남공업고등학교 졸업
- 2005년 한국방송통신대학교 행정학 학사

## 경력
- 한일의원연맹 대한민국 대표
- 통일민주당 사무차장
- 민주자유당 제1사무부총장
- 기장초등학교 총동창회장
- 자유민주연합 부총재
- 자유민주연합 부산광역시지부 지부장
- 민주국민당 최고위원
- 민주국민당 대표최고위원
- 한나라당 부산광역시당 상임고문
- 새누리당 상임고문
- 사단법인 대한노인회 자문위원
- 대한민국헌정회 각대별국회의원회회장(12대회장)
- 대한민국헌정회 운영위원회 의장
- 대한민국헌정회 부회장

## 수상
- 2003년 국민훈장

## 역대 선거 결과
|  | 10.56% |

|  | 18.53% |

|  | 29.65% |

|  | 51.28% |

|  | 34.48% |

|  | 44.6% |

|  | 26.79% |

|  | 11.36% |

|  | 0% |

## 소속 정당
| 소속 정당 | 소속 정당      | 소속 기간 | 비고           |
| --------- | -------------- | --------- | -------------- |
|           | 무소속         | 1978~1981 | 정계 입문      |
|           | 신정당         | 1981~1982 | 창당           |
|           | 신정사회당     | 1982~1985 | 당명 변경      |
|           | 무소속         | 1985      | 탈당           |
|           | 신한민주당     | 1985~1987 | 창당           |
|           | 무소속         | 1987      | 탈당           |
|           | 통일민주당     | 1987~1990 | 창당           |
|           | 민주자유당     | 1990~1995 | 합당           |
|           | 신한국당       | 1995~1996 | 당명 변경      |
|           | 무소속         | 1996      | 탈당           |
|           | 무당파국민연합 | 1996      | 창당           |
|           | 무소속         | 1996      | 정당 해산      |
|           | 자유민주연합   | 1996~2000 | 입당           |
|           | 무소속         | 2000      | 탈당           |
|           | 민주국민당     | 2000~2004 | 창당           |
|           | 무소속         | 2004~2009 | 탈당           |
|           | 한나라당       | 2009~2012 | 복당           |
|           | 새누리당       | 2012      | 당명 변경      |
|           | 무소속         | 2012      | 탈당           |
|           | 새누리당       | 2012~2017 | 복당 정계 은퇴 |
|           | 자유한국당     | 2017~2020 | 당명 변경      |
|           | 미래통합당     | 2020      | 합당           |
|           | 국민의힘       | 2022~현재 | 당명 변경      |

## 같이 보기
- 김해시·김해군·양산군
- 김해시의 국회의원
- 김해군의 국회의원
- 양산군의 국회의원
- 양산군 (1988년 선거구)
- 해운대구·기장군 을
- 부산 해운대구의 국회의원
- 부산 기장군의 국회의원